# Vireolanius eximius
Vireolanius eximius е вид птица от семейство Vireonidae.

## Разпространение
Видът е разпространен във Венецуела, Колумбия и Панама.